# Berkovský vrch
Berkovský vrch är ett berg i Tjeckien.   Det ligger i regionen Liberec, i den norra delen av landet, 50 km norr om huvudstaden Prag. Toppen på Berkovský vrch är 480 meter över havet, eller 150 meter över den omgivande terrängen. Bredden vid basen är 7,3 km.
Terrängen runt Berkovský vrch är huvudsakligen platt.Runt Berkovský vrch är det ganska tätbefolkat, med 62 invånare per kvadratkilometer. Närmaste större samhälle är Česká Lípa, 14,6 km norr om Berkovský vrch. I omgivningarna runt Berkovský vrch växer i huvudsak blandskog.